# Ліпники (Підляське воєводство)
Ліпники (пол. Lipniki) — село в Польщі, у гміні Тикоцин Білостоцького повіту Підляського воєводства.
Населення — 61 особа (2011).
У 1975-1998 роках село належало до Білостоцького воєводства.

## Демографія
Демографічна структура станом на 31 березня 2011 року:
|          | Загалом | Допрацездатний вік | Працездатний вік | Постпрацездатний вік |
| -------- | ------- | ------------------ | ---------------- | -------------------- |
| Чоловіки | 32      | 9                  | 20               | 3                    |
| Жінки    | 29      | 8                  | 12               | 9                    |
| Разом    | 61      | 17                 | 32               | 12                   |